# Frank Sundermann

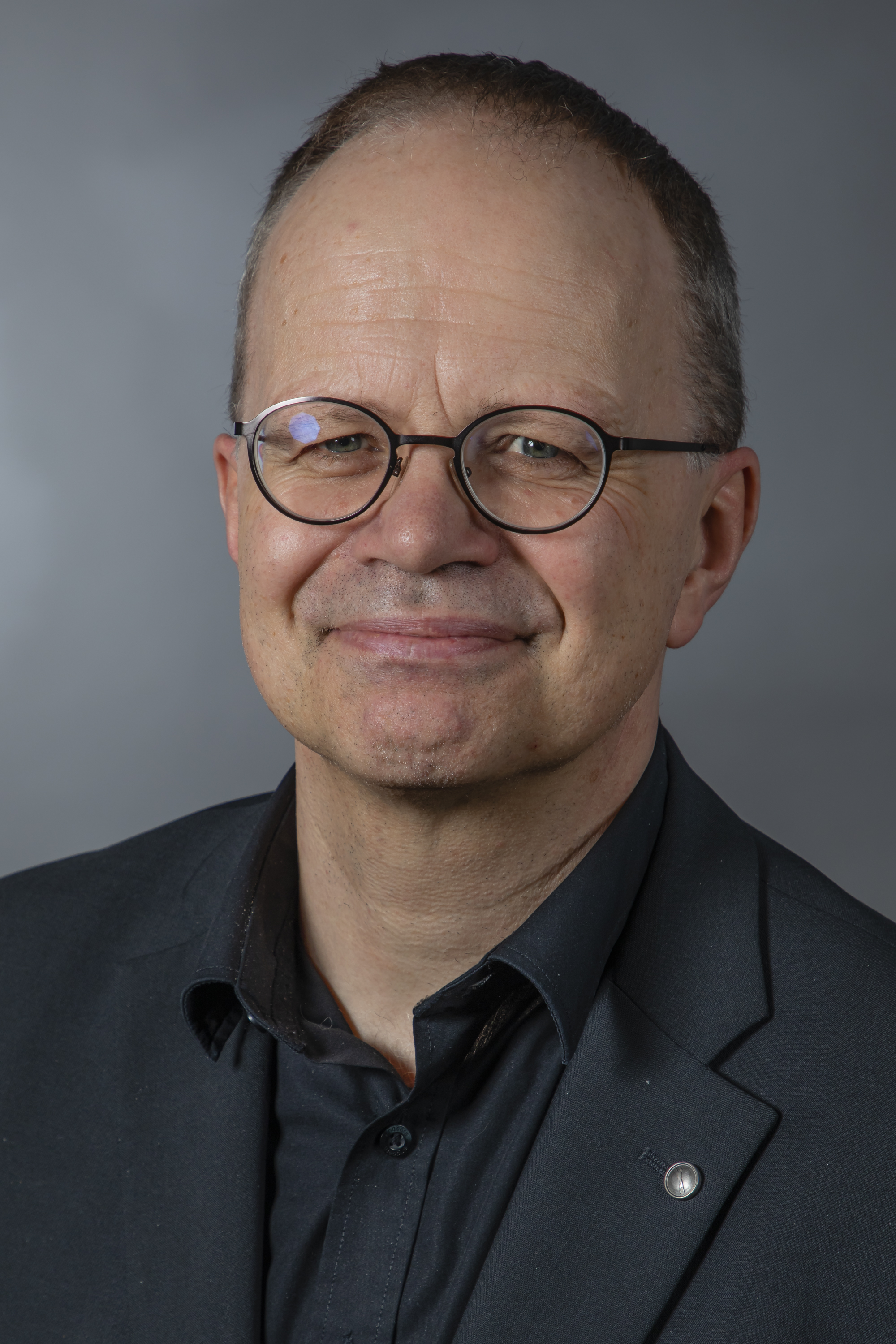
Frank Sundermann (2019)

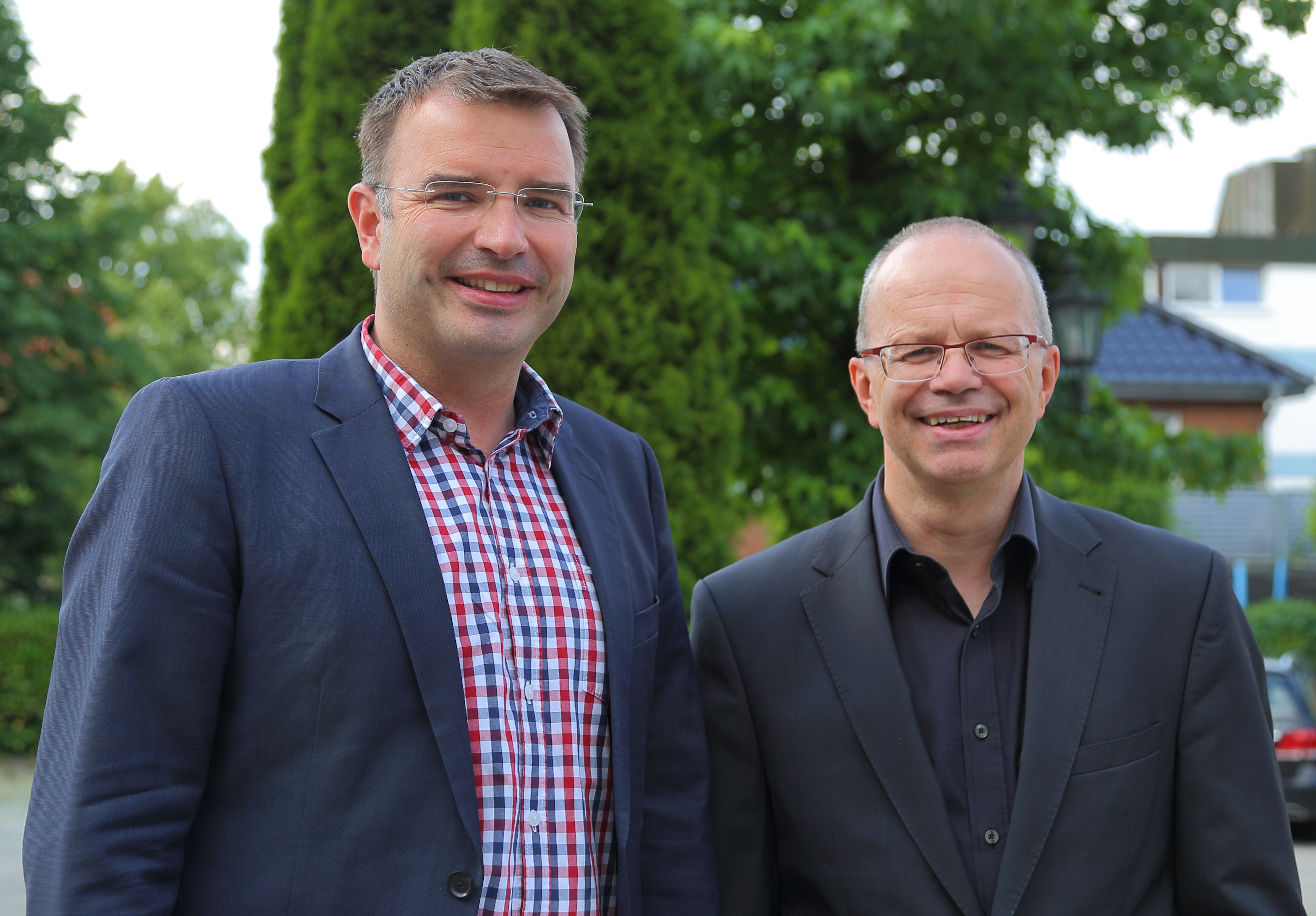
Frank Sundermann mit Michael Hübner 2016 in Laggenbeck.

Frank Sundermann (* 16. Dezember 1965 in Mettingen) ist ein deutscher Politiker (SPD). Er ist seit 2025 erneut Mitglied des nordrhein-westfälischen Landtags, dem er bereits von 2010 bis 2022 angehörte.

## Leben
Aufgewachsen im Tecklenburger Land, ging Frank Sundermann von 1972 bis 1985 in Westerkappeln und Ibbenbüren zur Schule. Nach dem Abitur absolvierte er von 1987 bis 1989 seinen Zivildienst in der individuellen Schwerstbehindertenbetreuung. Anschließend machte er eine Ausbildung zum Friedhofsgärtner.
Von 1990 bis 1993 absolvierte Sundermann ein Studium des Gartenbaus an der Fachhochschule Osnabrück. Seit 1994 war er in verschiedenen Funktionen in der Entsorgungsbranche tätig. Unter anderem leitete er ein Team bei einer Firma für alternative Brennstoffe und Kompostprodukte.
Frank Sundermann hat zwei erwachsene Töchter und wohnt mit seiner Frau in Westerkappeln. Er war und ist lange aktiv beim Sportverein SC VelpeSüd.

## Politik
Politisiert und geprägt durch die Friedensbewegung Anfang der 1980er-Jahre, trat Sundermann 1982 in die SPD ein und vertritt seine Partei seit 1993 im Rat der Gemeinde Westerkappeln. Seit 1999 ist er Fraktionsvorsitzender. Durch Beschluss des Westerkappelner Gemeinderats wurde er im Juli 2014 Mitglied im Aufsichtsrat der Stadtwerke Tecklenburger Land. Bei der Kommunalwahl am 14. September 2025 tritt Sundermann nicht erneut für den Gemeinderat an. Er kandidiert für den Kreistag in Steinfurt.
Seit 2004 vertritt Sundermann die Münsterland-SPD im Umweltausschuss des Städte- und Gemeindebundes NRW.
Im Frühjahr 2010 wurde er für den Landtagswahlkreis Steinfurt III „Tecklenburger Land“ als Direktkandidat in den Landtag von Nordrhein-Westfalen gewählt und 2012 und 2017 wiedergewählt.
Ab Herbst 2015 war Sundermann wirtschafts- und energiepolitischer Sprecher der SPD-Fraktion im Landtag. Er war außerdem Mitglied im Umweltausschuss und Vorsitzender des Unterausschusses für Bergbausicherheit.
Bei der Landtagswahl 2022 konnte er das Direktmandat nicht verteidigen. Er unterlag dem CDU-Kandidaten Karl-Josef Laumann. Auch über die Landesliste seiner Partei konnte er kein Mandat gewinnen. Er schied deshalb mit dem Ende der Legislaturperiode aus dem Landtag aus. Am 1. April 2025 rückte er für Serdar Yüksel wieder in den Landtag nach. Sundermann ist Mitglied im Verkehrsausschuss. 

## Einzelbelege
1. ↑  Ergebnisse der Landtagswahl 2022 auf www.wahlergebnisse.nrw. Abgerufen am 16. Mai 2022.
2. ↑  Bernhard Brockhaus: Tecklenburger Land: Frank Sundermann zieht in NRW-Landtag ein. In: noz.de. 1. April 2025, abgerufen am 1. April 2025.

| Personendaten    | Personendaten                  |
| ---------------- | ------------------------------ |
| NAME             | Sundermann, Frank              |
| KURZBESCHREIBUNG | deutscher Politiker (SPD), MdL |
| GEBURTSDATUM     | 16. Dezember 1965              |
| GEBURTSORT       | Mettingen                      |